# Islas Flégreas
Las islas Flégreas (italiano Isole Flegree) son un archipiélago de la Italia meridional, que comprende las islas de Isquia, Prócida, Vivara y Nisida. La isla de Capri, también situada en el golfo de Nápoles, no se incluye generalmente en el archipiélago Flégreo, al no pertenecer al área geológica Flégrea.
Administrativamente, las islas pertenecen a la ciudad metropolitana de Nápoles, en la región de Campania.
El nombre deriva de la común pertenencia de estas islas a la zona geológica de los Campos Flégreos. La isla de Capri, aunque situada en el golfo de Nápoles, por lo general no se incluye dentro del archipiélago Flégreo, en cuanto pertenece a otra área geológica.
Las islas Flégreas y Capri de hecho vienen definidas con el nombre de archipiélago Campano (o también Napolitano); más raramente incluso como Islas Partenopeas, locución que venía dada un tiempo también a las islas Pontinas (antes de la institución de la provincia de Latina las respectivas comunidades pertenecen de hecho a la provincia de Terra di Lavoro, y antes incluso a la provincia de Nápoles). 
En época clásica las islas Flégreas fueron llamadas, en griego, Pithecussae, esto es, Islas de los Simios. El mito, de origen griego, relata de hecho que dos bandidos cercopes de Éfeso, haciendo burla de Zeus, fueron de esta forma castigados, transformados en simios y relegados en las islas de Aenaria (Isquia) y Prochyta (Prócida).
Otro mito griego, que contrasta con el anterior, dice que Zeus estaba combatiendo con dos titanes, uno llamado Tifeo y el otro Mimante. El encuentro acabó con la derrota de los dos titanes, que, como castigo, fueron sepultados bajo dos bloques de roca: precisamente, Tifeo bajo Isquia y Mimante bajo Prócida. Esta versión del mito podría ser importante en cuanto probable respuesta de los antiguos griegos al misterio (para ellos) del vulcanismo de toda la zona: las tierras serían así cosas mutables a causa de la constante intervención de una divinidad.